# ТЕЦ Дахедж (GACL)
ТЕЦ Дахедж (GACL) — індійська теплова електростанція у штаті Гуджарат, яка обслуговує роботу хімічного комплексу компанії Gujarat Alkalies Company Limited (випускає каустичну соду, хлор, фосфорну кислоту тощо).
Хімічний майданчик GACL, який почав роботу в 1995 році, отримав для покриття енергетичних потреб власну теплоелектроцентраль. Її основне обладнання становлять:
- дві газові турбіни типу Frame 6 (розробка компанії General Electric, яка випускалась по ліцензії численними підприємствами у різних країнах світу, зокрема, індійською BHEL) потужністю по 39 МВт;
- два котли-утилізатори від компанії TBW;
- одна парова турбіна Ansaldo потужністю 35 МВт.

Хоча загальна потужність турбін станції сягає 113 МВт, втім, фактично вона становить лише 90 МВт (в умовах спекотного клімату реальні показники турбін можуть суттєво відрізнятись від еталонних).
Первісно станція була розрахована на споживання суміші рідких вуглеводнів (naphtha), проте у 2001-му її перевели на природний газ, який почав надходити по трубопроводу Хазіра — Дахедж. А за кілька років у самом Дахеджі з'явився терміналу для імпорту зрідженого газу.
У 2010-х роках у межах проекту значного нарощування потужностей майданчика узялись за спорудження другої ТЕЦ  із двома паровими турбінами потужністю по 65 МВт. Станом на січень 2020-го готовність цього об'єкту, який GACL зводить у партнерстві з компанією NALCO, досягнула 60 %. Крім того, на початковій стадії (готовність 5 %) перебував проект встановлення третьої парової турбіни з таким саме показником у 65 МВт. Нові потужності розраховуються на використання вугілля (у цей період в Індії виник дефіцит блакитного палива місцевого походження, при тому що компенсувати його за рахунок імпорту зазвичай перешкоджали високі світові ціни на вуглеводні). 
Майданчик GACL сполучений з енергомережею за допомогою ЛЕП, яка розрахована на роботу під напругою 220 кВ.